# Tiro ai Giochi della XXVIII Olimpiade - 10 metri bersaglio mobile maschile
La gara di 10 metri bersaglio mobile maschile dei Giochi della XXVIII Olimpiade si svolse tra il 18 e il 19 agosto 2004 al Markopoulo Olympic Shooting Centre. Presero parte 19 tiratori da 12 nazioni.

## Record
Prima dell'inizio dell'evento, i primati mondiali e olimpici più recenti erano i seguenti:
| Record          | Detentore | Punteggio | Data           | Luogo                          |
| --------------- | --------- | --------- | -------------- | ------------------------------ |
| Record mondiale | Yang Ling | 588       | 5 luglio 2002  | Lahti, Finlandia               |
| Record olimpico | Yang Ling | 585       | 26 luglio 1996 | Atlanta, Stati Uniti d'America |

| Record          | Detentore | Punteggio | Data           | Luogo                          |
| --------------- | --------- | --------- | -------------- | ------------------------------ |
| Record mondiale | Yang Ling | 687.9     | 6 giugno 1996  | Milano, Italia                 |
| Record olimpico | Yang Ling | 685.8     | 26 luglio 1996 | Atlanta, Stati Uniti d'America |

## Qualificazioni
| Pos. | Atleta                 | Nazione     | Lento | Lento | Lento | Lento     | Veloce | Veloce | Veloce | Veloce    | Totale | Note |
| Pos. | Atleta                 | Nazione     | 1     | 2     | 3     | Subtotale | 1      | 2      | 3      | Subtotale | Totale | Note |
| ---- | ---------------------- | ----------- | ----- | ----- | ----- | --------- | ------ | ------ | ------ | --------- | ------ | ---- |
| 1    | Manfred Kurzer         | Germania    | 98    | 99    | 99    | 296       | 97     | 99     | 98     | 294       | 590    | Q,   |
| 2    | Dmitrij Lykin          | Russia      | 99    | 99    | 95    | 293       | 98     | 94     | 99     | 291       | 584    | Q    |
| 3    | Li Jie                 | Cina        | 95    | 94    | 99    | 288       | 98     | 96     | 97     | 291       | 579    | Q    |
| 4    | Emil Martinsson        | Svezia      | 95    | 100   | 97    | 292       | 94     | 96     | 96     | 286       | 578    | Q    |
| 5    | Aleksandr Blinov       | Russia      | 97    | 100   | 96    | 293       | 95     | 94     | 96     | 285       | 578    | Q    |
| 6    | Michael Jakosits       | Germania    | 97    | 99    | 98    | 294       | 95     | 94     | 95     | 284       | 578    | Q    |
| 7    | Vladyslav Prjanyšnykov | Ucraina     | 97    | 97    | 99    | 293       | 93     | 93     | 96     | 282       | 575    |      |
| 8    | Adam Saathoff          | Stati Uniti | 99    | 98    | 97    | 294       | 96     | 90     | 95     | 281       | 575    |      |
| 9    | Andrėj Kazak           | Bielorussia | 97    | 96    | 99    | 292       | 96     | 94     | 93     | 283       | 575    |      |
| 10   | Attila Solti           | Guatemala   | 96    | 96    | 94    | 284       | 93     | 97     | 99     | 289       | 573    |      |
| 11   | Geng Hongbin           | Cina        | 95    | 97    | 97    | 289       | 93     | 96     | 94     | 283       | 572    |      |
| 12   | Niklas Bergström       | Svezia      | 92    | 95    | 99    | 286       | 99     | 96     | 90     | 285       | 571    |      |
| 13   | Andrėj Vasil'eŭ        | Bielorussia | 95    | 97    | 97    | 287       | 93     | 96     | 94     | 282       | 569    |      |
| 14   | Oleg Moldovan          | Moldavia    | 96    | 98    | 96    | 290       | 90     | 97     | 91     | 278       | 568    |      |
| 15   | Miroslav Januš         | Rep. Ceca   | 95    | 97    | 91    | 283       | 95     | 96     | 90     | 281       | 564    |      |
| 16   | Andrej Gurov           | Kazakistan  | 94    | 95    | 94    | 283       | 94     | 94     | 91     | 279       | 562    |      |
| 17   | Tomáš Caknakis         | Rep. Ceca   | 88    | 96    | 100   | 284       | 90     | 92     | 94     | 276       | 560    |      |
| 18   | Koby Holland           | Stati Uniti | 97    | 93    | 91    | 281       | 86     | 93     | 91     | 270       | 551    |      |
| 19   | Bryan Wilson           | Australia   | 93    | 87    | 95    | 275       | 92     | 86     | 91     | 269       | 544    |      |

## Finale
| Pos. | Atleta           | Nazione  | Qualificazioni | Finale | Totale |
| ---- | ---------------- | -------- | -------------- | ------ | ------ |
|      | Manfred Kurzer   | Germania | 590            | 92.4   | 682.4  |
|      | Aleksandr Blinov | Russia   | 578            | 100.0  | 678.0  |
|      | Dmitrij Lykin    | Russia   | 584            | 93.1   | 677.1  |
| 4    | Emil Martinsson  | Svezia   | 578            | 98.8   | 676.8  |
| 5    | Michael Jakosits | Germania | 578            | 98.7   | 676.7  |
| 6    | Li Jie           | Cina     | 579            | 96.8   | 675.8  |